# Saison 2 de La Boîte à musique
Chronologie
Saison 1 Saison 3
Cet article présente les épisodes de la deuxième saison de l'émission de télévision La Boîte à musique.

## Présentation
Cette saison, composée de cinq numéros, est diffusée le vendredi soir en deuxième partie de soirée du 3 août au 31 août 2011. Le concept évolue légèrement par rapport à la saison précédente : les émissions ne sont plus centrées sur un compositeur mais sur un thème, et la durée est rallongée de 70 à 100 minutes. De plus, à partir de cette saison, Jean-François Zygel reçoit un trio d'invités : un mélomane, un néophyte et un chanteur.
Une émission spéciale est diffusée le 21 décembre 2007 dans laquelle Zygel revisite l'esprit de Noël.

## Liste des émissions

### Vendredi 3 août 2007: L'opéra
Invités
Julia Migenes (soprano), André Manoukian (musicien) et Karl Zéro (animateur).
Le quiz
Sur des airs d'opéras.
- La Flûte enchantée de Wolfgang Amadeus Mozart (trouvé par Karl Zéro) ;
- Don Giovanni de Wolfgang Amadeus Mozart ;
- Les Noces de Figaro de Wolfgang Amadeus Mozart (trouvé par André Manoukian) ;
- Tannhäuser de Richard Wagner (trouvé par André Manoukian) ;
- La Walkyrie de Richard Wagner ;
- La traviata de Giuseppe Verdi ;
- La Wally d'Alfredo Catalani ;
- Faust de Charles Gounod.

Morceaux interprétés
- Stille amare, extrait de Tolomeo de Georg Friedrich Haendel, par Robert Expert (contreténor) et Jean-François Zygel (piano) ;
- Alto giove, extrait de Polifemo de Nicola Porpora, par Robert Expert (contreténor) et Jean-François Zygel (piano) ;
- Empio, dirò, tu sei, extrait de Jules César en Égypte de Georg Friedrich Haendel, par Robert Expert (contreténor) et Jean-François Zygel (piano) ;
- What Power Art Thou (Air du génie du froid), extrait de King Arthur d'Henry Purcell, par Robert Expert (contreténor) et Jean-François Zygel (piano) ;
- Air de La Clémence de Titus de Wolfgang Amadeus Mozart, par Nora Gubisch (mezzo-soprano) et Jean-François Zygel (piano) ;
- Air de Tristan et Isolde de Richard Wagner, par Nora Gubisch (mezzo-soprano) et Jean-François Zygel (piano) ;
- Va, laisse couler mes larmes, extrait de l'opéra Werther de Jules Massenet, par Nora Gubisch (mezzo-soprano), Christian Wirth (saxophone) et Jean-François Zygel (piano) ;
- Version opéra de Au Fur et à Mesure de Liane Foly, Philippe Viennet et André Manoukian, par Nora Gubisch (mezzo-soprano) et Jean-François Zygel (piano) ;
- Ouverture de Pelléas et Mélisande de Claude Debussy, par Jean-François Zygel (piano) ;
- Ouverture de La Walkyrie de Richard Wagner, par Jean-François Zygel (piano) ;
- Ouverture de Don Giovanni de Wolfgang Amadeus Mozart, par Jean-François Zygel (piano) ;
- Thème du destin, extrait de Carmen de Georges Bizet, par Jean-François Zygel (piano) ;
- Ballade de la Reine Mab, extrait de Roméo et Juliette de Charles Gounod, par Boris Grappe (baryton) et Jean-François Zygel (piano) ;
- Glitter and Be Gay, extrait de Candide de Leonard Bernstein, par Laura Hynes-Smith (soprano colorature) et Jean-François Zygel (piano) ;
- Nessun dorma, extrait de Turandot de Giacomo Puccini, par Sébastien Guèze (ténor) et Jean-François Zygel (piano) ;
- L'amour est un oiseau rebelle (Habanera), extrait de Carmen de Georges Bizet, par Nora Gubisch (mezzo-soprano) et Jean-François Zygel (piano) ;
- Près des remparts de Séville (Séguédille), extrait de Carmen de Georges Bizet, par Nora Gubisch (mezzo-soprano) et Jean-François Zygel (piano) ;
- Air des cartes, extrait de Carmen de Georges Bizet, par Nora Gubisch (mezzo-soprano) et Jean-François Zygel (piano) ;
- C'est toi ! – C'est moi ! (Duo final), extrait de Carmen de Georges Bizet, par Nora Gubisch (mezzo-soprano), Sébastien Guèze (ténor) et Jean-François Zygel (piano) ;
- Improvisation à quatre mains sur Les Yeux Doux de Liane Foly, Philippe Viennet et André Manoukian, par André Manoukian et Jean-François Zygel (piano).

L'instrument rare
Le cornet à pistons, présenté par Frédéric Mellardi.
- Marche des trompettes, extrait d'Aida de Giuseppe Verdi, par Frédéric Mellardi (trompette) et Jean-François Zygel (piano) ;
- Variations sur le Carnaval de Venise de Jean-Baptiste Arban, par Frédéric Mellardi (cornet à pistons) et Jean-François Zygel (piano) ;
- Doucement de Liane Foly, Philippe Viennet et André Manoukian, par Frédéric Mellardi (bugle) et Jean-François Zygel (piano) ;

La minute du professeur solfège
La cadence.

### Vendredi 10 août 2007: Le piano
Invités
Yvan Le Bolloc'h (acteur), Michel Delpech (chanteur) et Daniel Picouly (écrivain).
Interprètes principaux
François-René Duchâble (piano classique) et Antoine Hervé (piano jazz).
Le quiz
- Sonate pour piano no 16 en do majeur « Sonate facile » de Wolfgang Amadeus Mozart ;
- Marche turque, troisième mouvement de la Sonate pour piano no 11 en la majeur de Wolfgang Amadeus Mozart ;
- Sonate pour piano no 8 en do mineur « Pathétique » de Ludwig van Beethoven ;
- Impromptu no 2 en mi bémol majeur op.90 de Franz Schubert ;
- Concerto pour piano en la mineur de Robert Schumann ;
- Nocturne opus 9 no 2 en mi bémol majeur de Frédéric Chopin ;
- Danse no 5 en fa dièse mineur de Johannes Brahms ;
- Concerto pour piano no 1 en fa dièse mineur de Sergueï Rachmaninov ;
- Barcarolle no 1 en la mineur de Gabriel Fauré ;
- Première arabesque en mi majeur de Claude Debussy.

Morceaux interprétés
- Études de Frédéric Chopin, par François-René Duchâble (piano classique) :
  - Étude op.10, no 1 en ut majeur « La cascade » ;
  - Étude op.10, no 2 en la mineur « Chromatique » ;
  - Étude op.10, no 4 en ut dièse mineur « Le Torrent » ;
  - Étude op.10, no 12 en ut mineur « La révolutionnaire » ;
  - Étude op.10, no 5 en sol bémol majeur « La Négresse » ;
  - Étude op.25, no 6 en sol dièse mineur « En tierces » ;
  - Étude op.25, no 10 en si mineur ;
  - Étude op.25, no 4 en la mineur ;
  - Étude op.25, no 11 en la mineur « Le vent d'hiver » ;

- Sonate no 14 en do dièse mineur « Clair de lune » de Ludwig van Beethoven, par Jean-François Zygel (piano-forte) ;
- Liebesträume no 3 « Rêve d'amour » de Franz Liszt, par François-René Duchâble (piano-forte) ;
- Troisième étude en sol dièse mineur « La Campanella » de Franz Liszt, par François-René Duchâble (piano) ;
- Version arpèges de Pour un flirt de Michel Delpech, par Jean-François Zygel (piano) ;
- Version jazz de Chez Laurette de Michel Delpech, par Antoine Hervé (piano) ;
- Danse de la fée Dragée, extrait de Casse-noisette de Piotr Ilitch Tchaïkovski, par Jean-François Zygel (célesta) ;
- Réductions pour piano à quatre mains, par François-René Duchâble et Jean-François Zygel (piano) :
  - Premier mouvement de la Symphonie no 40 en sol mineur de Wolfgang Amadeus Mozart ;
  - Second mouvement du Concerto pour piano et orchestre en sol majeur de Maurice Ravel ;
  - Danse russe, extrait de Petrouchka d'Igor Stravinsky ;

- Version jazz de Le Petit cavalier (Album à la jeunesse) de Robert Schumann, par Antoine Hervé (piano) ;
- Version jazz de la Marche turque, troisième mouvement de la Sonate pour piano no 11 en la majeur de Wolfgang Amadeus Mozart, par Antoine Hervé (piano) ;
- Les Feuilles mortes de Jacques Prévert et Joseph Kosma, par Antoine Hervé (piano) ;
- Smoke d'Antoine Hervé, par Antoine Hervé (piano) ;
- Romance en la majeur pour piano à six mains de Sergueï Rachmaninov, par François-René Duchâble, Antoine Hervé et Jean-François Zygel (piano).

L'instrument rare
Le Quatuor Barbaroque est composé d'une contrebasse, d'un accordéon, d'un tympanon et d'un orgue de Barbarie.
- Danse russe, extrait de Petrouchka d'Igor Stravinsky, par l'orgue de Barbarie ;
- Prélude no 1 en do majeur du Clavier bien tempéré (livre I) de Johann Sebastian Bach, par le tympanon ;
- Gnossienne no 1 d'Erik Satie, par l'accordéon ;
- L'Éléphant, extrait du Carnaval des animaux de Camille Saint-Saëns, par la contrebasse et l'orgue de Barbarie ;
- Premier mouvement du Concerto pour piano no 1 en mi mineur de Frédéric Chopin, par François-René Duchâble (piano) et le Quatuor Barbaroque ;

La minute du professeur solfège
Sur le style minimaliste d'Erik Satie, illustré par la Première gymnopédie et la Première gnossienne.

### Vendredi 17 août 2007: La danse
L'émission explore la danse dans la musique classique, notamment les valses.
Invités
Jacques Weber (acteur), Dany Brillant (chanteur) et Éric-Emmanuel Schmitt (écrivain).
Le quiz
- Boléro de Maurice Ravel ;
- Valse op.64 no 2 en ut dièse mineur de Frédéric Chopin ;
- Menuet en sol majeur, extrait du Petits livres de notes d'Anna Magdalena Bach de Johann Sebastian Bach ;
- Le Beau Danube bleu de Johann Strauss fils ;
- Valse no 15 en la majeur op.39 de Johannes Brahms ;
- Danse hongroise no 5 en fa dièse mineur de Johannes Brahms ;
- Suite pour orchestre de jazz no 2 de Dmitri Chostakovitch.

Morceaux interprétés
- Prélude no 1 en ut majeur, extrait du Clavier bien tempéré (livre I) de Johann Sebastian Bach, par Jean-François Zygel (piano) puis Jory Vinikour (clavecin) ;
- Prélude no 2 en ut mineur, extrait du Clavier bien tempéré (livre I) de Johann Sebastian Bach, par Jory Vinikour (clavecin) puis Jean-François Zygel (piano) ;
- Le tic-toc-choc, extrait du Troisième livre de pièces de clavecin de François Couperin, par Jory Vinikour (clavecin) ;
- Sonate no 14 en do dièse mineur, op.27 no 2 « Clair de lune » de Ludwig van Beethoven, par Jean-François Zygel (piano) puis Jory Vinikour (clavecin) ;
- Allemande, extrait de la Suite française no 5 en sol majeur de Johann Sebastian Bach, par Jory Vinikour (clavecin) ;
- Courante, extrait de la Partita no 5 en sol majeur de Johann Sebastian Bach, par Jory Vinikour (clavecin) ;
- Gigue, extrait de la Suite no 7 en sol mineur de Georg Friedrich Haendel, par Jory Vinikour (clavecin) ;
- Gavotte, extrait de la Suite française no 5 en sol majeur de Johann Sebastian Bach, par Jory Vinikour (clavecin) ;
- Menuet en sol majeur, extrait du Petits livres de notes d'Anna Magdalena Bach de Johann Sebastian Bach, par Jory Vinikour (clavecin) ;
- Valse favorite de Wolfgang Amadeus Mozart, par Jean-François Zygel (piano) ;
- Ländler en mi bémol majeur de Franz Schubert, par Jean-François Zygel (piano) ;
- Douzième valse sentimentale de Franz Schubert, par Jean-François Zygel (piano) ;
- Treizième valse sentimentale de Franz Schubert, par Jean-François Zygel (piano) ;
- Première gymnopédie d'Erik Satie, par Jean-François Zygel (piano) ;
- Fascination de Dante Pilade Marchetti (en), par Jean-François Zygel (piano) ;
- Voix du printemps de Johann Strauss fils, par Laura Hynes-Smith (soprano colorature) et Jean-François Zygel (piano) ;
- Air des bijoux, extrait de Faust de Charles Gounod, par Laura Hynes-Smith (soprano colorature) et Jean-François Zygel (piano) ;
- Ah, je veux vivre ! (Valse), extrait de Roméo et Juliette de Charles Gounod, par Laura Hynes-Smith (soprano colorature) et Jean-François Zygel (piano) ;
- Œuvres de Frédéric Chopin, par Roustem Saïtkoulov (piano) :
  - Mazurka posthume en fa mineur, op.68 no 4 ;
  - Grande Valse brillante en la mineur, op.34 no 2 ;
  - Grande Valse brillante en fa majeur, op.34 no 3 ;
  - Boléro ;
  - Tarantelle ;
  - Écossaise en ré bémol majeur, op.72 no 3 ;
  - Mazurka en si bémol majeur, op.7 no 1 ;
  - Mazurka en ut majeur, op.56 no 2 ;
  - Mazurka en ré bémol majeur, op.30 no 3 ;
  - Polonaise no 6 en la bémol majeur, op.53 « Héroïque » ;
  - Polonaise en fa dièse mineur, op.44 ;
  - Grande Polonaise brillante en mi bémol majeur, op.22 ;

- Polka, extrait de Trois Pièces faciles d'Igor Stravinsky, par Éric-Emmanuel Schmitt et Jean-François Zygel (piano) ;
- L'amour est un oiseau rebelle (Habanera), extrait de Carmen de Georges Bizet, par Jean-François Zygel (piano) ;
- Pièce en forme de Habanera de Maurice Ravel, par Xavier Philipps (violoncelle) et Jean-François Zygel (piano) ;
- Tango d'Isaac Albéniz, par Xavier Philipps (violoncelle) et Jean-François Zygel (piano) ;
- Première danse espagnole de La Vie brève de Manuel de Falla, par Xavier Philipps (violoncelle) et Jean-François Zygel (piano) ;
- Caprice no 13 en si bémol majeur de Niccolò Paganini, par Svetlin Roussev (violon) et Jean-François Zygel (piano) ;
- Danse hongroise no 5 en fa dièse mineur de Johannes Brahms, par Svetlin Roussev (violon) et Jean-François Zygel (piano) ;
- Danses populaires roumaines (nos 1, 2, 3, 4 et 5) de Béla Bartók, par Svetlin Roussev (violon) et Jean-François Zygel (piano) ;
- Suzette de Dany Brillant, par Svetlin Roussev (violon) et Jean-François Zygel (piano) ;
- Amour et Printemps d'Émile Waldteufel, par Xavier Philipps (violoncelle), Svetlin Roussev (violon) et Jean-François Zygel (piano).

L'instrument rare
Les flûtes du Moyen Âge et de la Renaissance, présentées par François Lazarevitch.
- Estampie du XIIIe siècle ;
- Suite de deux branles doubles anonyme du XVIe siècle ;
- Sa beauté extrême, Courante de Jacob van Eyck ;
- Bourrée anglaise, extrait de la Partita en la mineur pour flûte seule de Johann Sebastian Bach ;
- Une jeune fillette, Pavane du XVIe siècle.

La minute du professeur solfège
La dissonance.

### Vendredi 24 août 2007: La nature
Invités
Viktor Lazlo (chanteuse), Guy Carlier (chroniqueur) et Cartouche (humoriste).
Interprètes principaux
Le Quatuor Leonis, Isabelle Moretti (harpe), Nora Cismondi (hautbois), Philippe Berrod (clarinette) et Vicens Prats (flûte).
Le quiz
- Quintette en la majeur « La Truite » de Franz Schubert ;
- Le Chat, extrait de Pierre et le Loup de Sergueï Prokofiev ;
- Sonate pour piano no 14 en do dièse mineur « Clair de lune » de Ludwig van Beethoven ;
- Clair de Lune, extrait de Suite bergamasque de Claude Debussy ;
- Premier mouvement de la Symphonie no 6 en fa majeur « Pastorale » de Ludwig van Beethoven ;
- Le Sacre du printemps d'Igor Stravinsky ;
- L’Oiseau-prophète, extrait de Waldszenen (Scènes des bois) de Robert Schumann.

Morceaux interprétés
- Premier mouvement du Quatuor en ré majeur op.64 no 5 « L'Alouette » de Joseph Haydn, par le Quatuor Leonis ;
- Reflets dans l'eau, extrait des Images de Claude Debussy, par Jean-François Zygel (piano) ;
- Brouillards, extrait des Préludes de Claude Debussy, par Jean-François Zygel (piano) ;
- Le Vent dans la plaine, extrait des Préludes de Claude Debussy, par Jean-François Zygel (piano) ;
- Ce qu'a vu le vent d'ouest, extrait des Préludes de Claude Debussy, par Jean-François Zygel (piano) ;
- La Neige danse, extrait de Children's Corner de Claude Debussy, par Jean-François Zygel (piano) ;
- Pour remercier la pluie au matin, extrait de Six épigraphes antiques de Claude Debussy, par Jean-François Zygel (piano) ;
- La Source d'Alphonse Hasselmans, par Isabelle Moretti (harpe) ;
- Concerto pour piano et orchestre en sol majeur de Maurice Ravel, par Isabelle Moretti (harpe) ;
- Deuxième mouvement du Quatuor à cordes de Maurice Ravel, par le Quatuor Leonis ;
- Czleslawa de Joël Grare, par Joël Grare (percussions) ;
- Le Coucou de Louis-Claude Daquin, par Jean-François Zygel (piano) ;
- La Poule de Jean-Philippe Rameau, par Jean-François Zygel (piano) ;
- Second mouvement de la Symphonie no 6 en fa majeur « Pastorale » de Ludwig van Beethoven, par Nora Cismondi (hautbois), Philippe Berrod (clarinette), Vicens Prats (flûte) et le Quatuor Leonis ;
- Chants d'oiseaux, par Johnny Rasse et Jean Boucault ;
- L'Oiseau, extrait de Pierre et le Loup de Sergueï Prokofiev, par Vicens Prats (flûte), Nora Cismondi (hautbois) et le Quatuor Léonis ;
- Concerto pour flûte no 3 en ré majeur « Il gardellino » d'Antonio Vivaldi, par Vicens Prats (flûte) ;
- Regard des Anges, extrait de Vingt regards sur l'Enfant-Jésus d'Olivier Messiaen, par Jean-François Zygel (piano) ;
- Le Merle noir d'Olivier Messiaen, par Vicens Prats (flûte) ;
- Abîme des oiseaux, extrait du Quatuor pour la fin du Temps d'Olivier Messiaen, par Philippe Berrod (clarinette) ;
- Le Chat, extrait de Pierre et le Loup de Sergueï Prokofiev, par Philippe Berrod (clarinette), Vicens Prats (flûte) et le Quatuor Léonis ;
- Le Canard, extrait de Pierre et le Loup de Sergueï Prokofiev, par Nora Cismondi (hautbois), Philippe Berrod (clarinette), Vicens Prats (flûte) et le Quatuor Léonis ;
- Symphonie no 9 en mi mineur « Du Nouveau Monde » d'Antonín Dvořák, par Nora Cismondi (cor anglais) ;
- Le soir dans la campagne, troisième mouvement de la Sonate pour hautbois et piano op.58 de Charles Hoechlin, par Jean-François Zygel (piano) ;
- La Sauterelle, extrait de Deux pièces d'insectes pour hautbois et piano de Benjamin Britten, par Nora Cismondi (hautbois) et Jean-François Zygel (piano) ;
- Danse des moustiques, extrait des Duos pour deux violons de Béla Bartók, par le Quatuor Léonis ;
- Ce que la mouche raconte, extrait du sixième livre de Mikrokosmos de Béla Bartók, par Jean-François Zygel (piano) ;
- Sonate pour violon no 5 en fa majeur « Le Printemps » de Ludwig van Beethoven, par le violoniste du Quatuor Léonis et Jean-François Zygel (piano)
- Introduction et allegro de Maurice Ravel, par Isabelle Moretti (harpe), Philippe Berrod (clarinette), Vicens Prats (flûte) et le Quatuor Léonis ;
- Extraits du Carnaval des animaux de Camille Saint-Saëns :
  - Poules et Coqs, par le Quatuor Léonis, Jean-François Zygel (piano) et Philippe Berrod (clarinette) ;
  - Aquarium, par le Quatuor Léonis, Jean-François Zygel (piano), Isabelle Moretti (harpe) et Joël Grare (percussions) ;
  - Coucou, par Jean-François Zygel (piano), Isabelle Moretti (harpe) et Philippe Berrod (ocarina) ;

- Le Cygne de Camille Saint-Saëns, par Philippe Berrod (clarinette basse), Jean-François Zygel (piano) et Isabelle Moretti (harpe).

La minute du professeur solfège
L'oreille absolue.

### Vendredi 31 août 2007: La musique de chambre
Invités
Armande Altaï (chanteuse), Patrice Carmouze (animateur) et Yann Moix (écrivain).
Interprète principal
Le Quatuor Léonis.
Le quiz
- Premier mouvement du Quatuor no 19 en ut majeur « Les dissonances » de Wolfgang Amadeus Mozart ;
- Quatuor à cordes no 6 en si bémol majeur de Ludwig van Beethoven ;
- Trio en mi bémol majeur pour piano et cordes no 2 de Franz Schubert ;
- Trio pour piano et cordes no 1 en si majeur de Johannes Brahms ;
- Quatuor à cordes en sol mineur de Claude Debussy ;
- Quatuor à cordes en fa majeur de Maurice Ravel ;
- Final du Quatuor à cordes no 4 en ut majeur de Béla Bartók ;

Morceaux interprétés
- Brennessel steht, troisième Zigeunerlieder de Johannes Brahms, par Jean-François Zygel (piano) et un groupe de chanteurs ;
- Pastorale de Luigi Boccherini, par Emmanuel Rossfelder (guitare) et le Quatuor Léonis ;
- Romance de Fernando Sor, extrait de Jeux interdits, par Emmanuel Rossfelder (guitare) ;
- Recuerdos de la Alhambra (Souvenir de l'Alhambra) de Francisco Tárrega, par Emmanuel Rossfelder (guitare) ;
- Fandango en ré majeur de Luigi Boccherini, par Emmanuel Rossfelder (guitare) et le Quatuor Léonis ;
- Quatuor à cordes en ré majeur, op.20 no 4 de Joseph Haydn, par le Quatuor Léonis ;
- Quatuor à cordes en ré majeur de Wolfgang Amadeus Mozart, par le Quatuor Léonis ;
- Quatuor à cordes no 8 en mi mineur de Ludwig van Beethoven, par le Quatuor Léonis ;
- Quatuor à cordes no 14 en ré mineur « La Jeune Fille et la Mort » de Franz Schubert, par le Quatuor Léonis ;
- Quatuor à cordes no 3 en la majeur de Robert Schumann, par le Quatuor Léonis ;
- Quatuor à cordes en fa majeur de Maurice Ravel, par le Quatuor Léonis ;
- Quatuor à cordes no 4 en ut majeur de Béla Bartók, par le Quatuor Léonis ;
- Premier mouvement du Quintette avec piano en sol mineur de Dmitri Chostakovitch, par Jean-François Zygel (piano) et le Quatuor Léonis ;
- Quintette avec clarinette en la majeur de Wolfgang Amadeus Mozart, par Philippe Berrod (clarinette) et le Quatuor Leonis ;
- Fragment du Quatuor à cordes en si bémol majeur de Wolfgang Amadeus Mozart, par le Quatuor Leonis ;
- Fragment du Quatuor à cordes en sol mineur de Wolfgang Amadeus Mozart, par le Quatuor Leonis ;
- Fais moi mal Johnny de Boris Vian et Alain Goraguer, par Isabelle Poinloup (chanteuse), Philippe Berrod (clarinette), Jean-François Zygel (piano) et le Quatuor Leonis.

L'instrument rare
Le basson et le contrebasson, présentés par un quatuor de bassons mené par Gilbert Audin.
- L'Apprenti sorcier de Paul Dukas ;
- Le Sacre du printemps d'Igor Stravinsky ;
- Le vieux château, extrait des Tableaux d'une exposition de Modeste Moussorgski ;
- Pierre et le Loup de Sergueï Prokofiev ;
- Symphonie no 40 en sol mineur de Wolfgang Amadeus Mozart, au contrebasson ;
- Boléro de Maurice Ravel, au quatuor de bassons ;
- Scherzo humoristique pour quatre bassons en ut majeur de Sergueï Prokofiev ;

La minute du professeur solfège
Le nom des notes de musique.

### Hors-série: Vendredi 21 décembre 2007: Noël
Invités
Marc Jolivet (acteur), Thomas Fersen (chanteur) et Mustapha El Atrassi (humoriste).